# Ендерун
Ендерун е дворцовото училище в Топкапъ за подготовка на висши османски управленски кадри н периода от 1453 до 1826 г.
Съществува в Османската империя от превземането на Константинопол от османците (1453) до ликвидирането на еничарския корпус.
Училището се намира във вътрешните стаи на третия двор на султанския дворец Топкапъ в столицата Константинопол (днес Истанбул). Деца на различна възраст се подбират по линия на девширмето. След това за аджамиогланите следва задължителна военна служба в Одрин, а от тях само ичогланите, като най-способни, продължават обучението си в Ендерун. Понякога султанът лично участва в избора им.
Училището има 7 степени на обучение и изключително строги изисквания за разпределение и повишение на ичогланите. До края на XVII век (епохата на Кьопрюлю) принципът на подбор за Ендерун и рекрутски и меритократски.

В Ендерун от времето на султан Селим I, завоевателя на Мека и Медина, се съхранява имперската хазна, подпечатана с печата на халифа. Фламандският дипломат Ожие Гислен дьо Бюсбек описва османската имперска селекция така: 
| „ | Турската държава, държавата на османските турци, империята я ръководят хора с достойнства, богати и красиви, със звания, които са придобили с много старание. Няма както у нас наследствена аристокрация. Поради това става дума за империя, разширяваща се не с бездарни, а със способни хора, за империя, издигаща се, покоряваща бъдещето. | “ |